# Jonas Haas
Jonas Haas (* 1720 in Nürnberg; † 10. April 1775 in Kopenhagen) war ein deutscher Kupferstecher.

## Leben

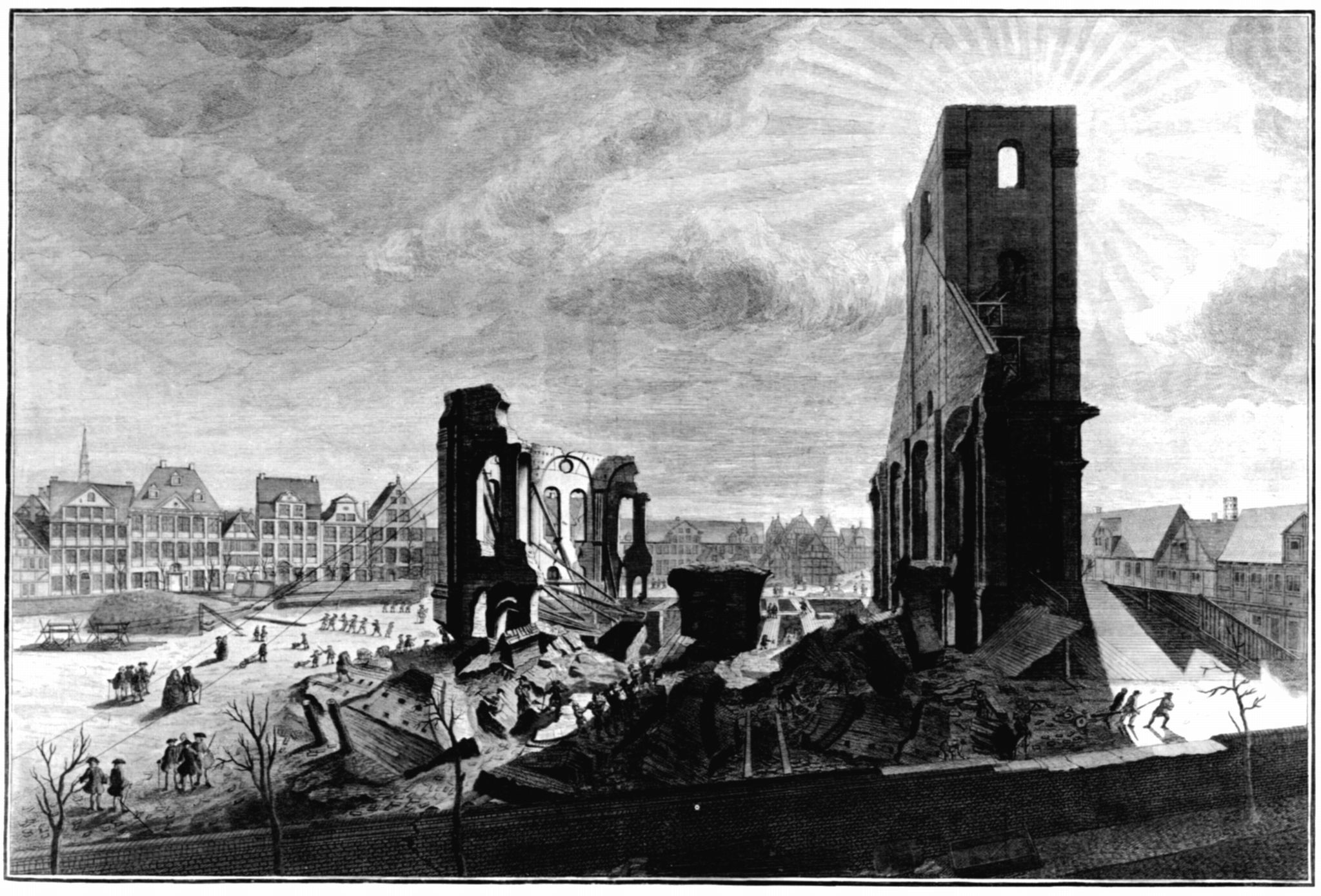
St. Michaelis nach dem Brand 1751

Haas arbeitete als Kupferstecher zunächst von 1744 bis 1753 in Hamburg. Er heiratete in Hamburg eine Tochter des Kupferstechers Christian Fritzsch. Wie viele seiner in Hamburg tätigen Kollegen faszinierte ihn 1751 der Brand des Michels nach einem Blitzschlag in den Kirchturm; auch er hielt dieses Ereignis im Stich fest. 1754 zog er nach Kopenhagen, wo der Maler und Freund seines Schwiegervaters Johann Salomon Wahl bei Hofe als Verwalter der königlichen Kunstkammer eine große Rolle spielte. Haas wurde ab 3. Januar 1755 Universitätsstecher der Universität Kopenhagen. Seine Söhne Meno, Peter und Georg wurden ebenfalls bekannte Kupferstecher.